# Dans la tanière du loup
Dans la tanière du loup : les confessions de la secrétaire de Hitler (allemand : Bis zur letzten Stunde), sont les mémoires des derniers jours du Troisième Reich, écrits par Traudl Junge, la secrétaire personnelle d'Adolf Hitler, en  1947. Le livre n'a été publié qu'en 2002 en Allemagne et a été traduit en 2005 en français.
Ce livre a servi de base au documentaire autrichien Dans l'angle mort (2002) ainsi que pour le film La Chute (2004).